# Admiral eskadre s posebnimi zadolžitvami (Italija)
Admiral eskadre s posebnimi zadolžitvami (izvirno italijansko Ammiraglio di squadra con incarichi speciali) je admiralski čin v uporabi pri Italijanski vojni mornarici. V činovni hierarhiji Italijanske kopenske vojske, Italijanskega vojnega letalstva, Korpusa karabinjerov in Finančne straže mu ustreza čin korpusnega generala s posebnimi zadolžitvami. V sklopu Natovega STANAG 2116 spada v razred OF-9.
Nadrejen je činu admirala eskadre in podrejen činu admirala.
Čin je povezan z dvema položajema: načelnik Pomorskega štaba Italije in sekretar za obrambo Italije.

## Oznaka čina
Oznaka čina je dvodelna in sicer:
- narokavna oznaka: bogato okrašeni spodnji del in zgoraj štiri črte s pentljo na vrhu (pri čemer je zgornja črta rdeče obrobljena) ter
- naramenska (epoletna) oznaka: štiri petkrake zvezde (pri čemer je spodnja zvezda rdeče obrobljena) in zgoraj okrašeno sidro.

Galerija
- Narokavna oznaka
- Naramenska (epoletna) oznaka